# Daoutcha Koura
Daoutcha Koura (auch: Daoutcha, Daoutia) ist ein Dorf in der Landgemeinde Alakoss in Niger.

## Geographie
Das Dorf befindet sich rund acht Kilometer östlich des Hauptorts Garazou der Landgemeinde Alakoss, die zum Departement Gouré in der Region Zinder gehört.
Daoutcha Koura ist Teil der Übergangszone zwischen Sahara und Sahel. Die durchschnittliche jährliche Niederschlagsmenge beträgt hier zwischen 200 und 300 mm.

## Geschichte
Das Dorf bestand bereits im 19. Jahrhundert.

## Bevölkerung
Bei der Volkszählung 2012 hatte Daoutcha Koura 1667 Einwohner, die in 310 Haushalten lebten. Bei der Volkszählung 2001 betrug die Einwohnerzahl 1111 in 222 Haushalten und bei der Volkszählung 1988 belief sich die Einwohnerzahl auf 741 in 156 Haushalten.
Die Bevölkerungsdichte in diesem Gebiet ist mit 10 bis 20 Einwohnern je Quadratkilometer relativ gering.

## Wirtschaft und Infrastruktur
Die Siedlung liegt in einem Gebiet des Übergangs zwischen der Naturweidewirtschaft des Nordens und des Ackerbaus des Südens, was zu Landnutzungskonflikten führt. In Daoutcha Koura gibt es einen bedeutenden Markt. Eine Getreidebank wurde in den 1980er Jahren etabliert.
Mit einem Centre de Santé Intégré (CSI) ist ein Gesundheitszentrum im Dorf vorhanden. Der CEG Daoutcha ist eine allgemein bildende Schule der Sekundarstufe des Typs Collège d’Enseignement Général (CEG). Das nigrische Unterrichtsministerium richtete 1996 gemeinsam mit dem Welternährungsprogramm der Vereinten Nationen zahlreiche Schulkantinen in von Ernährungsunsicherheit betroffenen Zonen ein, darunter eine für Kinder transhumanter Hirten in Daoutcha Koura.